# Dysmorodrepanis
Genre
Dysmorodrepanis est un genre monotypique éteint de passereaux de la famille des Fringillidae. Il était endémique de l'île de Lanai dans l'archipel d'Hawaï.

## Liste des espèces
Selon la classification de référence du Congrès ornithologique international (version 8.1, 2018) :
- Dysmorodrepanis munroi Perkins, 1919 † — Psittirostre de Munro, Pinson de Lanai